# Mănăstirea premonstratensă din Ócsa
Mănăstirea premonstratensă din Ócsa este un monument de arhitectură romanică din secolul al XIII-lea.